# Syren
Vanlig syren (Syringa vulgaris), även kallad bondsyren eller enbart syren, är en art i familjen syrenväxter. Den är ursprunglig i sydöstra och östra Europa, men numera planterad och förvildad på många håll. Det är den dominerande syrenarten i Sverige.
Syren betraktas som en invasiv art i Sverige, även om den inte är förbjuden som i Norge. Den finns med på SLU:s (Sveriges lantbruksuniversitet) risklista för invasiva arter, med hög risk att påverka den biologiska mångfalden negativt.
Syren är en lövfällande buske som blir relativt stor. Barken är skrovlig och gråaktig, som äldre flagnande. Bladen är motsatta, skaftade, spetsigt äggrunda, enkla och helbräddade, med hjärtlik bas. Blomställningarna sitter ofta parvis i spetsen på kvistarna. De bildar stora och äggrunda blomställningar. Foderbladet har fyra korta flikar. Kronbladen är vit eller mörklila, eller någon mellanform alltifrån blekt blå till svagt rödlila, den är cylinderformad med utbredd fyrflikig bräm, blompipen är lång, flikarna är korta. Ståndarna är endast två. Pistillen är ensamt. Frukten är en elliptisk, brun kapsel som öppnas i två delar. Fröna är tillplattade och vingade.
Syrenen blommar i slutet av våren med en behaglig söt doft.

## Användning
Syren är en populär trädgårdsväxt som är härdig i stora delar av landet.
Veden är hård och står emot nötning bra, och syrenpinnar har använts i krattor. Klasar av blommorna kan också användas för att göra saft. Syrenens doft är en av få blomdofter som inte kan framställas artificiellt.

## Folktro
Inom folktron förknippas syrenen med vidskepelser. En vanlig föreställning var att personer som är födda mellan 23 och midnatt kunde se spöken i blommande syrenbuskar under samma tid på söndagar.

## Stavning
Ordet brukade skrivas med accent (syrén) mellan 1754 och 1892 enligt Svenska Akademiens ordbok, men sedan 1969 bör syren stavas utan accent enligt Svenska Akademiens ordlista över svenska språket. Många stavar dock än idag med accent.

## Mellan hägg och syren
Uttrycket "mellan hägg och syren" förknippas ofta med en särskilt njutbar del av försommaren, perioden mellan blomningstiden för hägg respektive syren. Uttrycket kan ha sitt ursprung i den årliga period då skomakargesäller enligt skråbestämmelser skulle friställas för att ge sig ut på vandring. Vissa skomakerier stängde då under gesällens frånvaro och uttrycket förstås av utomstående som att skomakaren stängt för att njuta av den bästa tiden på året. Den ofta citerade historien om skomakaren som satte upp en skylt med texten "stängt mellan hägg och syren" är relativt sentida, inte belagd förrän på 1880-talet, och även andra yrken förekommer i liknande berättelser. Inte heller platsen för företeelsen är säker. Historien kan vara en vandringssägen i sin helhet.

## Synonymer[6]
- Lilac vulgaris Lam.
- Syringa cordifolia Stokes.
- Syringa latifolia Salisb.
- Syringa officinalis Thomps.